# Надбудова (суднобудування)

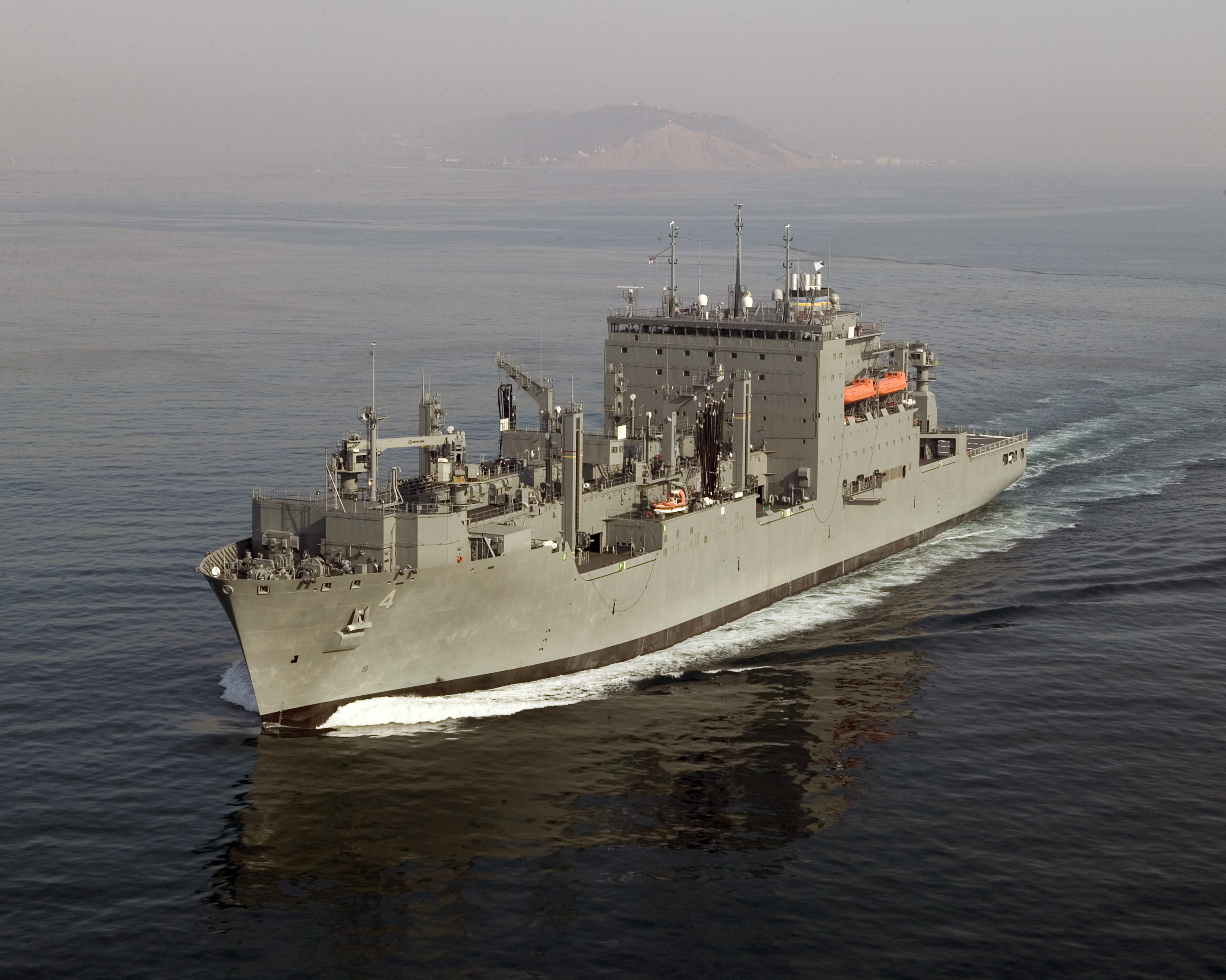
Судно з баковою та середньою (проміжною) житловою багатоярусною надбудовою

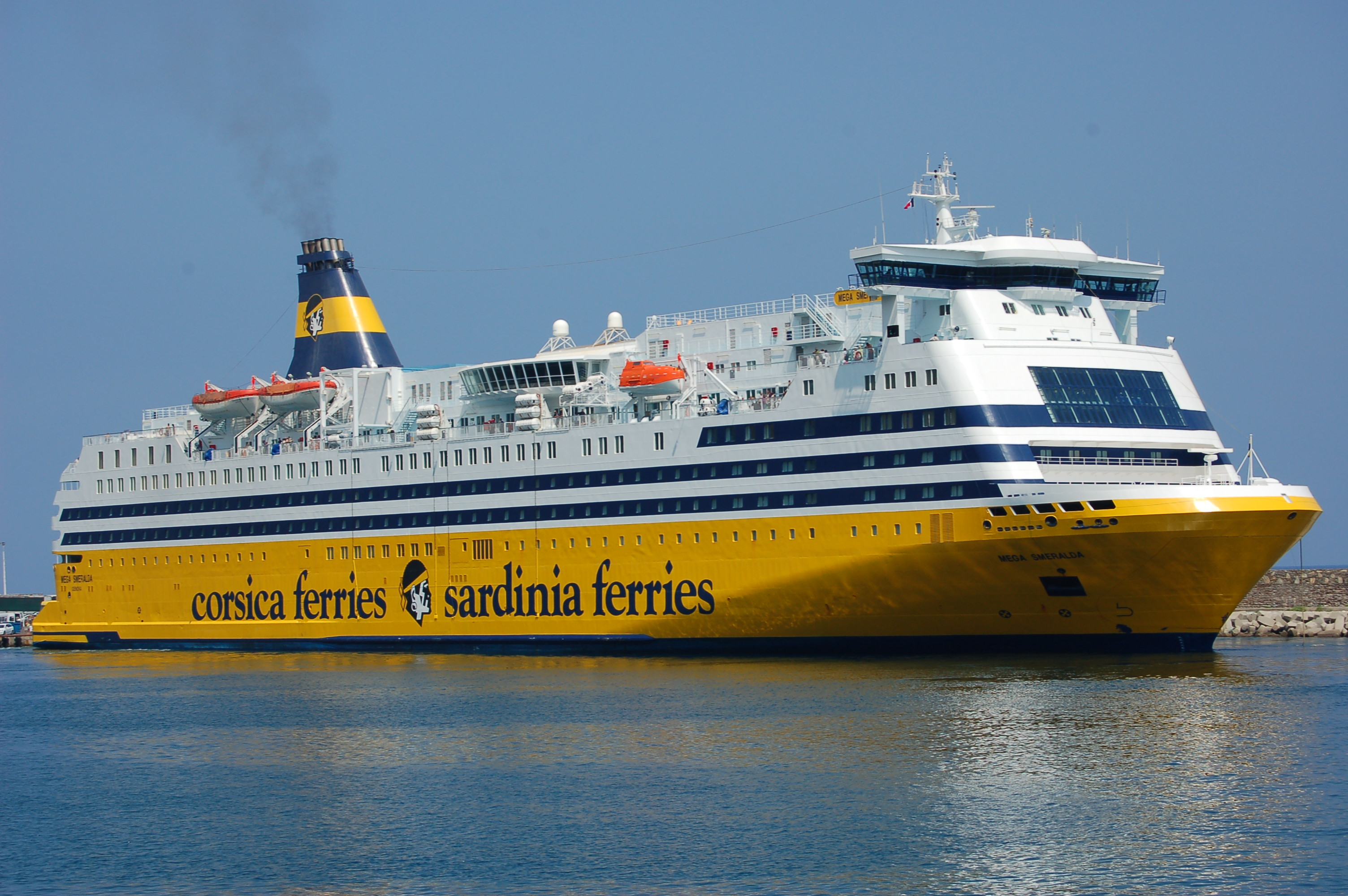
Суцільна багатоярусна житлова надбудова, характерна для сучасних морських поромів та круїзних лайнерів

Суднова́ надбудо́ва (англ. superstructure) — конструкція, утворена продовженням бортових перекриттів основного корпусу судна, палубою та поперечними перегородками, що знаходиться вище від верхньої палуби.
Палубну конструкцію, що розташовується на відстані до борта більшій ніж 4 % ширини судна, називають рубкою.

## Класифікація надбудов
Надбудови поділяються на:
- залежно від протяжності:
  - суцільні;
  - розділені;
- залежно від висоти:
  - одноярусні;
  - багатоярусні;
- за місцем розташування:
  - носова (бак);
  - середня;
  - проміжна (зміщена у корму приблизно на ¾ довжини судна);
  - кормова (ют);
- а також комбінації вищеперелічених (середня надбудова зливається з носовою або кормовою):
  - подовжений бак (не менший від 25 % довжини судна);
  - подовжений ют;
- за функційним призначенням:
  - житлова (зазвичай багатоярусна; служить для розташування житлових, побутових та службових приміщень);
  - нежитлова (наприклад, високий бак, що призначений для підвищення морехідних характеристик судна).

## Архітектурно-конструктивні типи суден
Кількість, розташування й форма надбудов визначають архітектурно-конструктивний тип суден, які бувають одно-, дво- і триострівні. Найбільшого поширення мають два останніх типи. Триострівні судна мають бак, ют і середню надбудову. Двоострівне судно, зазвичай, має одноярусну носову надбудову (бак) і багатоярусну кормову (ют); триострівне — одноярусні бак і ют і багатоярусну середню надбудову. Окремі надбудови можуть зливатися, при цьому кажуть, що судно має подовжений бак чи ют. Якщо надбудова поширюється на всю довжину судна, його називають шельтердековим. У таких суден головною є не верхня палуба надбудов, а друга, до якої доходять водонепроникні перебірки.
Бак і ют, зазвичай є одноярусними, їх обриси є продовженням обрисів корпусу. Вони у першу чергу призначені для захисту палуби від заливання хвилями, що підвищує мореплавність судна.
Середня надбудова може служити для захисту від хвиль сходів і світлових люків машинного відділення на суднах із середнім розташуванням машинного відділення.
Судно, яке не має бака і юта, називають гладкопалубним.
Судна з надбудовами, що відступають одна від одної не більше ніж на 30 % довжини судна, називають колодязними.
Надбудови збільшують запас плавучості й покращують морехідні характеристики судна. Вони мають водонепроникні двері, ілюмінатори і люки.